# Al Fulk
L'Al Fulk est un bâtiment de projection de type Landing Platform Dock (LPD) de la classe San Giorgio améliorée, en cours de commission par la Marine du Qatar.
Le navire a été construit en Italie par Fincantieri, et a été livré à la marine émirienne du Qatar en 2024.

## Historique
Le navire a été construit par Fincantieri, comme un bateau identique au Kalaat Béni Abbès en service depuis 2014 dans les Forces navales algériennes. C'est donc la version améliorée de la classe San Giorgio.
La commande est passée en 2016, la pose de la quille est faite en 2021. La cérémonie de lancement se déroule le 24 janvier 2023, et les essais en mer commencent en mai 2024.
Le 29 novembre 2024, le bateau est livré à la marine émirienne du Qatar.